# NGC 4463
NGC 4463 في الفهرس العام الجديد، هو عنقود نجمي، يقع في كوكبة الذبابة. اكتشف في 2 مايو 1835 . بواسطة جون هيرشل .

## روابط خارجية
- NGC 4463 على موقع ويكي سكاي: DSS2, SDSS, GALEX, IRAS, Hydrogen α, X-Ray, Astrophoto, Sky Map, Articles and images